# Demi-teinte

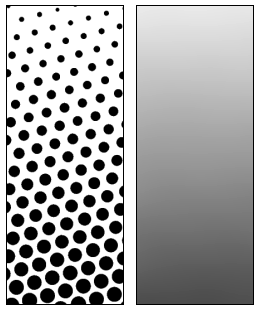
À gauche : points de demi-teintes. À droite : exemple de la façon dont l'œil humain verrait les points à une distance suffisante.

La demi-teinte, similigravure, également connue sous l'anglicisme halftone, en reprographie, est une technique utilisée en imprimerie qui permet de rendre plusieurs niveaux de gris d'une couleur à partir d'une impression monochrome. Les imprimantes ne peuvent imprimer que des points d'encre ; elles les arrangent de telle sorte que l'œil humain ne discerne plus ces points mais les intègre pour donner une illusion de plusieurs niveaux de gris. Le mot demi-ton peut aussi être utilisé pour désigner une image produite par ce procédé.
Au niveau microscopique, le film photographique noir et blanc développé est également composé d'une seule couleur (le noir) et pas d'une infinité de niveaux de gris.
À l'instar de la photographie en couleurs qui a évolué avec l'ajout de filtres et de couches de films, l'impression en couleurs est rendue possible par la répétition du procédé demi-ton pour chaque couleur fondamentale de la synthèse soustractive, généralement celles du modèle de couleurs CMJN.

## Principe
Contrairement aux images qui possèdent plusieurs niveaux de gris d'une couleur, le procédé demi-ton réduit l'image imprimée à une seule encre (donc deux niveaux de gris avec le blanc du papier) et forment avec cette encre des points de différentes tailles (modulation d'amplitude) ou écarts (modulation de fréquence). Cette reproduction est basée sur l'illusion d'optique que ces minuscules points forment plusieurs niveaux de gris.

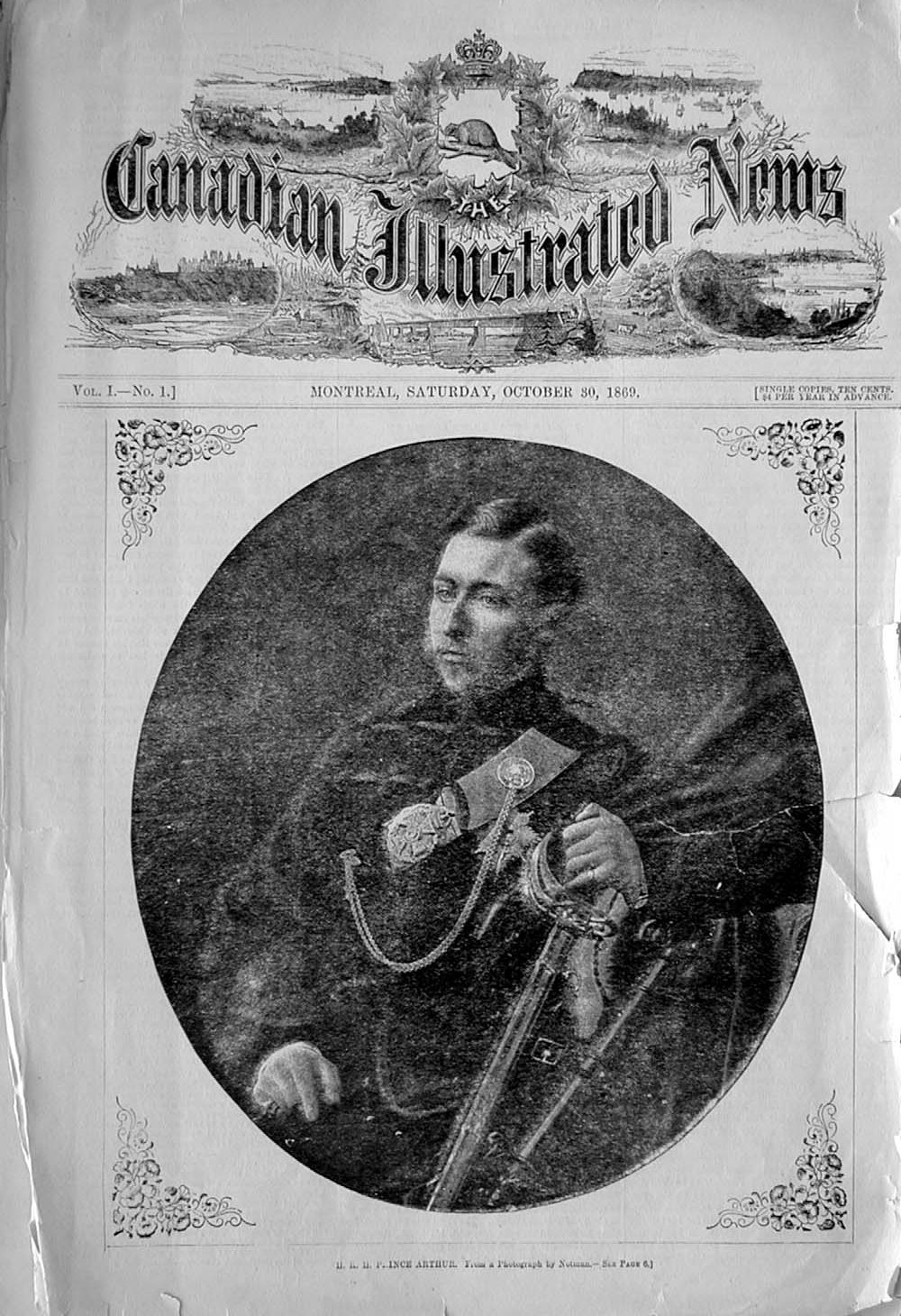
La première photo imprimée utilisant une demi-teinte dans un périodique canadien, le 30 octobre 1869.

## Techniques
- Tramage à point centré ;
- tramage à point dispersé ;
- tramage par diffusion d'erreur.